# 甘比爾群島

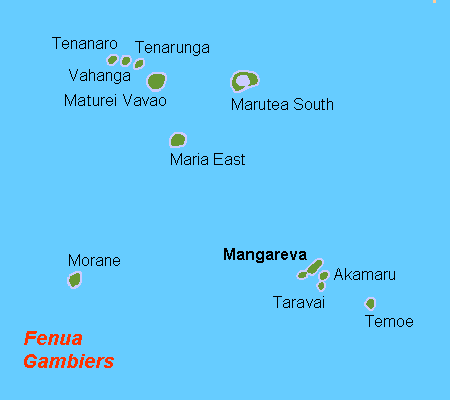
甘比尔市镇地图

甘比爾群島（法語：Îles Gambier、；或譯干俾爾群島、岡比爾群島、蓋比群島）是法屬玻里尼西亞的五大群岛之一，位于土亞莫土群島的东南端，面积27.8平方千米，2017年人口1,431。行政方面，甘比尔群岛由甘比尔市镇管辖，后者还包括土阿莫土群岛的几个環礁。甘比尔市政厅位于芒阿雷瓦岛，该岛是甘比尔群岛中最大的岛屿。
甘比尔群岛通常被认为是单独的群岛而非土阿莫土群岛的一部分，因为其文化和语言（芒阿雷瓦语）与馬克薩斯群島更为接近，而且土阿莫土群岛是由几条珊瑚环礁链组成，而芒阿雷瓦群岛则是火山群岛。

## 歷史
約10至15世紀，甘比爾群島住著數千人口，並與馬克薩斯群島、社會群島及皮特肯群島上的居民進行貿易。然而，當伐木活動超過當地自然環境負荷能力時，森林幾乎消失，島民生計及自然環境遭受了災難性的衝擊。當地傳說也顯示該島在與周邊島嶼無法繼續往來（因缺乏原木打造獨木舟等）後，發生內戰及食人等事件，考古研究也支持了這個論點。如今，當地環境只可支持約數百人口。
1797年，前往塔希提、東加和馬克薩斯群島进行传教的倫敦傳道會达夫号（Duff）船长詹姆斯·威尔逊（James Wilson）发现了该群岛。他以自己的楷模、胡格諾派教徒詹姆斯·甘比尔的名字命名了该群岛，因为甘比尔曾为此次探险活动提供资金支持。

## 圖集

甘比爾群島旗幟（英语：Flag of the Gambier Islands）
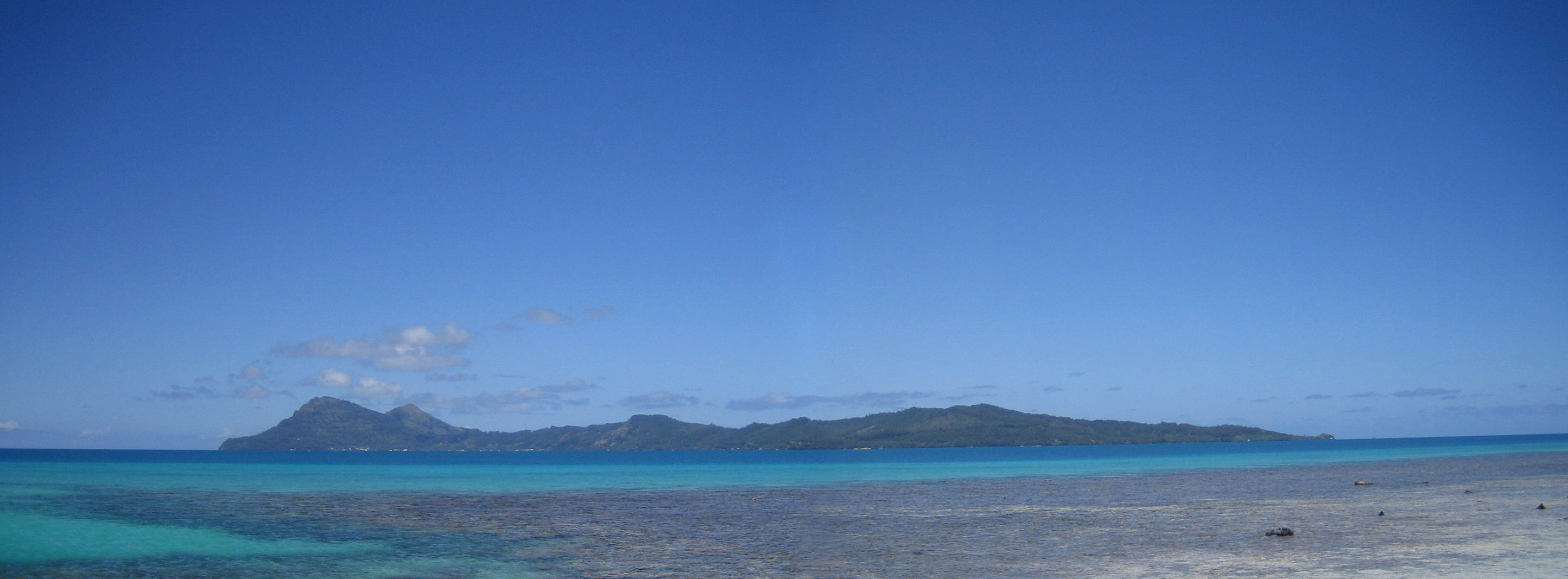
芒阿雷瓦岛
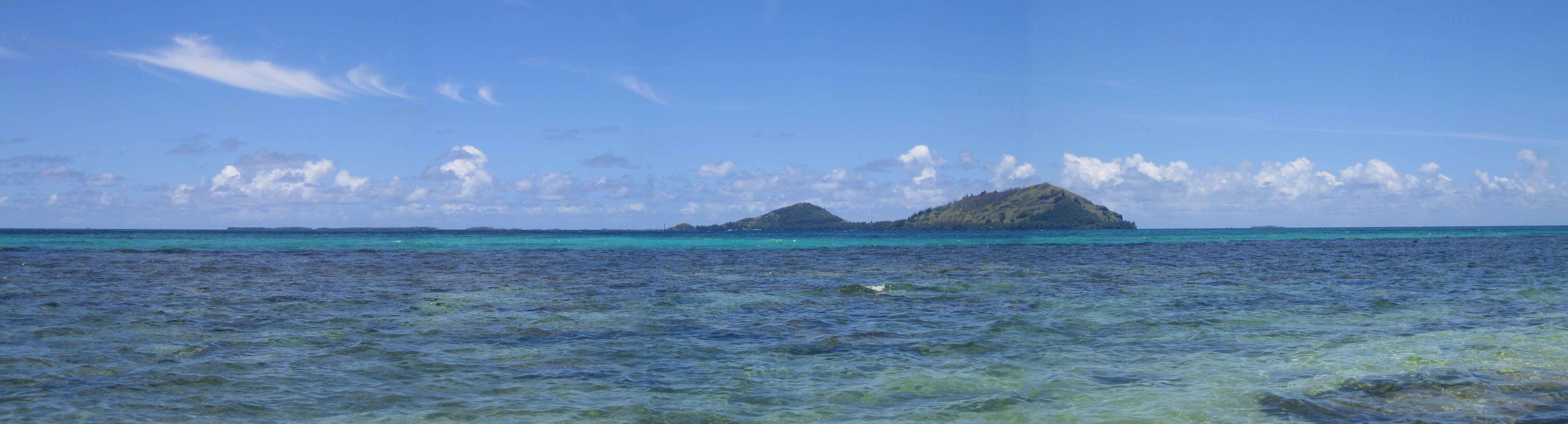
奧凱納島
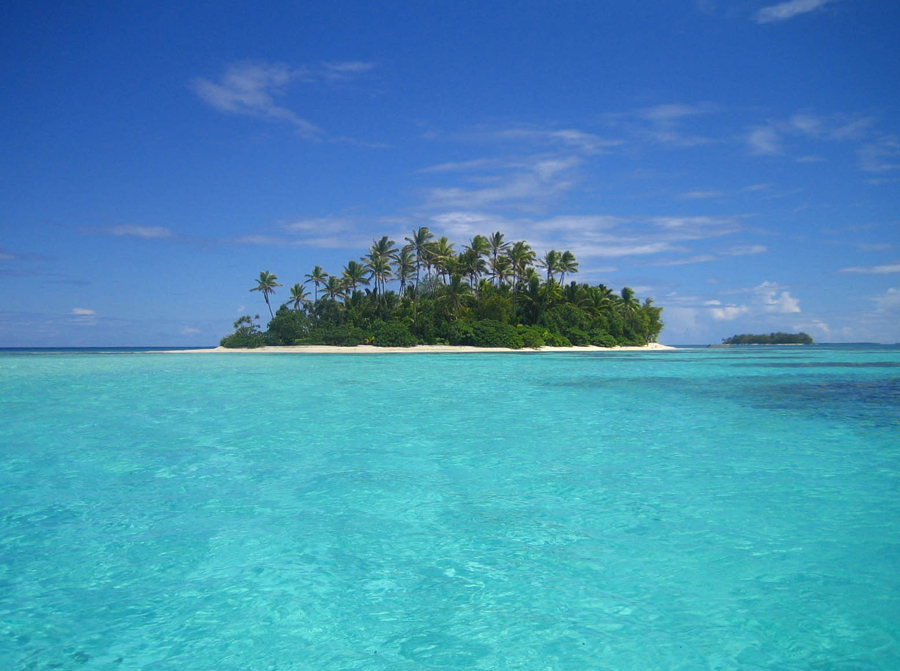
陶納島（英语：Tauna）
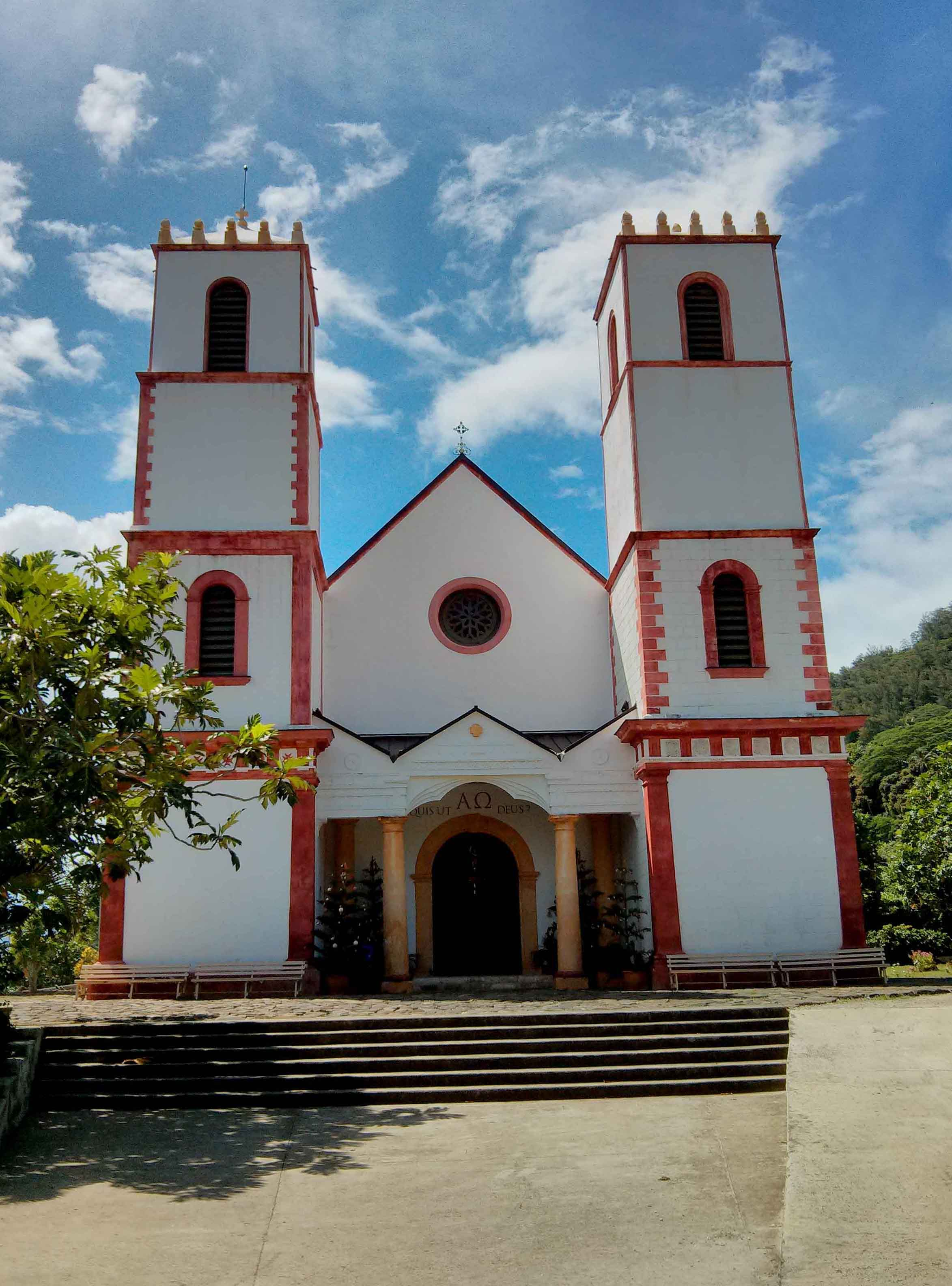
圣米歇尔主教座堂